# Bernhard Beck (Jurist)
Bernhard Beck (* 7. Juni 1954 in Tuttlingen) ist ein deutscher Jurist und ehemaliges Vorstandsmitglied der EnBW AG.

## Leben
Bernhard Beck studierte von 1974 bis 1978 Rechtswissenschaften an der Universität Tübingen. Es folgte bis 1981 das Referendariat im Bezirk des Oberlandesgericht Stuttgart. Von 1982 bis 1983 erwarb er im Rahmen eines Aufenthaltes an der University of Pennsylvania (Philadelphia, USA) den akademischen Grad eines Master of Laws. Von 1979 bis 1985 war Beck wissenschaftlicher Assistent bei Klaus Hopt an der Universität Tübingen und am Europäischen Hochschulinstitut in Florenz. 1985 wurde er zum Dr. jur. mit dem Thema „Die extraterritoriale Anwendung nationalen Wettbewerbsrechts unter besonderer Berücksichtigung länderübergreifender Fusionen“ promoviert. In der Zeit von 1979 bis 1984 war er zusätzlich Dozent für Gesellschafts- und Wettbewerbsrecht an den Berufsakademien Villingen-Schwenningen und Heidenheim.
Seine Berufslaufbahn begann er in der Rechtsabteilung der Robert Bosch GmbH, wo er sich mit den Arbeitsschwerpunkten Kartellrecht und internationale Kooperationen beschäftigte. Auslandsaufenthalte in dieser Zeit führten ihn in die USA, nach Italien, Portugal, Türkei, Frankreich, Südkorea und China. Von 1995 bis 2001 war er Leiter des Bereichs Recht und Versicherungen der Badenwerk AG/EnBW AG, von 1999 bis 2001 zusätzlich Sprecher der Geschäftsführung der EnBW Service GmbH, in der Zeit von 2000 bis 2001 auch Leiter des Bereichs Personal- und Sozialwesen (in Personalunion). 2001 wurde er Sprecher der Geschäftsführung der EnBW Energie-Vertriebsgesellschaft mbH, bis er dann im Oktober 2002 Vorstandsmitglied der EnBW Energie Baden-Württemberg AG wurde. Von März 2003 bis September 2004 war er kurzzeitig auch Vorstandsvorsitzender der EnBW Regional AG.
2011 wurde er Ehrenmitglied der juristischen Vereinigung Phi Delta Phi.